# Gregory Baum
Gregory Baum   (Berlín, 20 de juny de 1923 - Montreal, 18 d'octubre de 2017) fou un teòleg resident al Quebec (Canadà), de procedència alemanya.
Nascut a Berlín, Alemanya, va arribar al Canadà des d'Anglaterra el 1940. Va rebre una llicenciatura en matemàtiques i física el 1946 de la Universitat McMaster, un mestratge en Arts matemàtiques el 1947 de la Universitat Estatal d'Ohio, i un Doctorat en Teologia el 1956 de la Universitat de Friburg.
Fou professor de teologia i sociologia a la Universitat del Col·legi de Sant Miquel a la Universitat de Toronto i, posteriorment, professor d'ètica teològica a la Facultat de la Universitat McGill d'Estudis Religiosos. Actualment és associat amb el Centre Jesuïta justice et foi a Mont-real.
Durant el Concili del Vaticà II fou assessor teològic per la mateixa Església, i membre de la comissió responsable de tres documents conciliars, sobre la llibertat religiosa, sobre l'ecumenisme, i sobre la relació de l'Església amb les religions no cristianes.
Del 1962 al 2004, va ser l'editor del rotatiu The Ecumenist (L'ecumenisme), un estudi de la teologia, la cultura i la societat, així com membre i editor freqüent del diari Catòlic Concilium.
Fou obsequiat amb els doctorats honoris causa de Huron University College de Londres, Ontario, Universitat Sant Francesc Xavier, Antigonish, NS, Ohio Wesleyan University, Delaware, Ohio, Lafayette College, en Easton, Pennsilvània, la Universitat Luterana de Waterloo, Waterloo, Ontario, la Universitat de McMaster, Hamilton, Ontario i Concòrdia University, Mont-real.
El 1990, va ser nomenat Oficial de l'Orde del Canadà en el reconeixement per ser "una guia i inspiració a generacions d'estudiants de diferents creences i procedències".
Va ser un dels signants del Memoràndum Església 2011. Baum va deixar el sacerdoci el 1976.

## Obra
Selecció d'algunes de les obres d'aquest:
- That They May Be One, Newman Press, 1958.
- The Credibility of the Church Today, Herder & Herder, 1968.
- Man Becoming, Herder & Herder, 1970.
- Religion and Alienation, Paulist Press, 1975.
- Truth Beyond Relativity: Karl Mannheim's Sociology of Knowledge, The Marquette Lecture, Marquette University Press, 1977.
- The Priority of Labour: Commentary on John Paul II’s `Laborem exercens,’ Paulist Press, 1982.
- Theology and Society, Paulist Press, 1986.
- Compassion and Solidarity: The Church for Others (The 1987 CBC Massey Lectures), Anansi Press, 1988.
- The Church in Quebec, Novalis, 1992.
- Karl Polanyi on Ethics and Economics, McGill-Queen's University Press, 1996.
- Nationalism, Religion and Ethics, McGill-Queen's University Press, 2001.
- Signs of the Times: Religious Pluralism and Economic Injustice, Novalis, 2008.
- The Theology of Tariq Ramadan: A Catholic Perspective, University of Notre Dame Press, 2009.